# Хилькенброк
Хилькенброк (нем. Hilkenbrook) — община в Германии, в земле Нижняя Саксония.
Входит в состав района Эмсланд. Подчиняется управлению Нордхюммлинг. Население составляет 844 человека (на 31 декабря 2010 года). Занимает площадь 11,1 км².

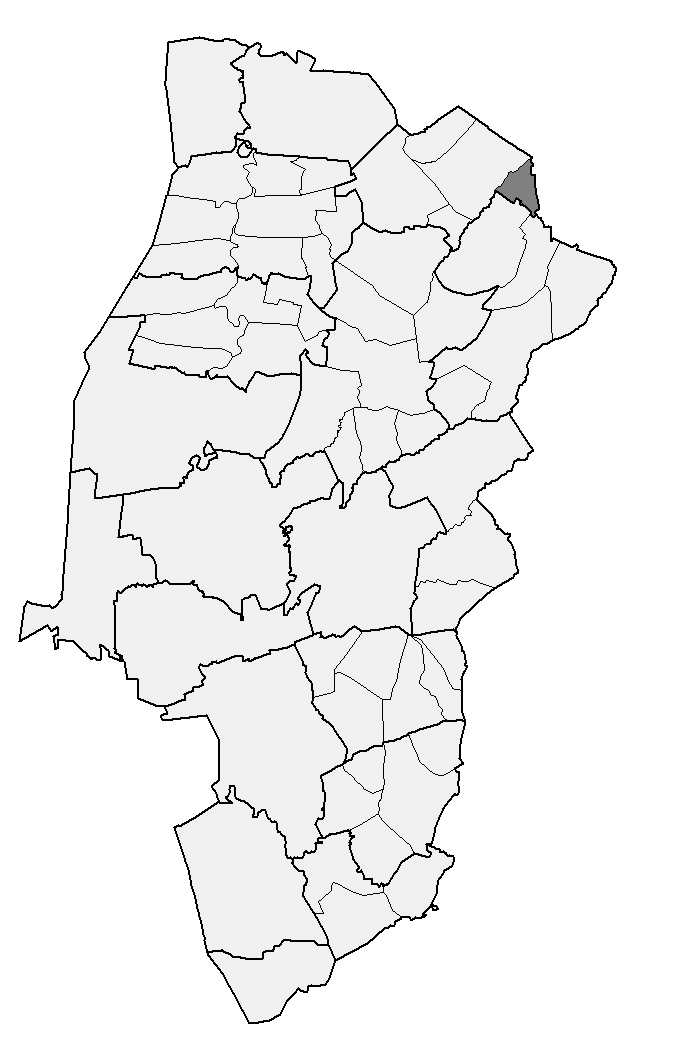
Хилькенброк